# Judy Amoore
Judith Florence Amoore (Melbourne, 25 giugno 1940) è un'ex velocista e mezzofondista australiana, che vinse il bronzo nei 400 alle Olimpiadi di Tokyo 1964 dietro a Betty Cuthbert ed Ann Packer.

## Biografia
Ai Giochi del Commonwealth 1966 a Kingston vinse l'oro nelle 440 yard e l'argento nelle 880 yard.
Ai campionati australiani nel febbraio 1964 fu 3ª nelle 440 yard e 2ª nelle 880 yard. Nel 1966 fu eliminata nelle qualificazioni delle 100 y, ma fu 3ª nelle 220 yard, 1ª nelle 440 yard e nelle 880 yard. Nei campionati dello Stato Victoria vinse 220, 440 e 880 yard.
Come Judy Pollock stabilì i record mondiali delle 440 yard (1965), 800 metri (1967) e 880 yard (1967) prima di ritirarsi per gravidanza nel 1968. Tornò nel 1971, correndo ottimi tempi, tanto da qualificarsi per i Giochi 1972. Non vi prese però parte per infortuni e si ritirò poi nuovamente per motivi famigliari.
Nel 1976 fece un altro ritorno, stavolta concentrandosi su 800 e 1 500 metri. Ottenne una qualificazione ai Giochi di Montreal con una vittoria al campionato nazionale dei 1 500 metri e un secondo posto negli 800 dietro a Charlene Rendina. A Montreal fu la più anziana atleta donna della spedizione australiana; fallì la finale degli 800 metri, pur correndo il suo personale in 1:59.93 per il quinto posto in semi-finale. Fece il record personale anche nei 1 500 ma uscì in batteria.